# Jabłonka (gemeente)
De gemeente Jabłonka is een landgemeente in het Poolse woiwodschap Klein-Polen, in powiat Nowotarski.
De zetel van de gemeente is in Jabłonka.
Op 30 juni 2004 telde de gemeente 16 796 inwoners.

## Oppervlakte gegevens
In 2002 bedroeg de totale oppervlakte van gemeente Jabłonka 213,28 km², waarvan:
- agrarisch gebied: 60%
- bossen: 34%

De gemeente beslaat 14,46% van de totale oppervlakte van de powiat.

## Demografie
Stand op 30 juni 2004:
| Omschrijving                   | Totaal | Totaal | Vrouwen | Vrouwen | Mannen | Mannen |
| ------------------------------ | ------ | ------ | ------- | ------- | ------ | ------ |
| eenheid                        | aantal | %      | aantal  | %       | aantal | %      |
| inwoners                       | 16 796 | 100    | 8430    | 50,2    | 8366   | 49,8   |
| bevolkingsdichtheid (inw./km²) | 78,8   | 78,8   | 39,5    | 39,5    | 39,2   | 39,2   |

In 2002 bedroeg het gemiddelde inkomen per inwoner 1298,62 zł.

## Administratieve plaatsen (sołectwo)
Chyżne, Jabłonka, Jabłonka-Bory, Lipnica Mała, Orawka, Podwilk, Zubrzyca Dolna, Zubrzyca Górna.

## Aangrenzende gemeenten
Bystra-Sidzina, Czarny Dunajec, Lipnica Wielka, Raba Wyżna, Spytkowice, Zawoja.
De gemeente grenst aan Slowakije.